# HD 156891
HD 156891，又名BD+38 2910，SAO 65930、HR 6444，是一颗恒星，视星等为5.94，位于銀經63.18，銀緯34.03，其B1900.0坐标为赤經17h 15m 1.7s，赤緯+38° 34.03′ 50″。